# Меленки (Павловский район)
Ме́ленки — деревня в Павловском районе Нижегородской области. Входит в состав Таремского сельсовета.

## Название
По преданию, название деревни происходит от ветряных мельниц, располагавшихся штук около деревни.